# Giuseppe Benedetto Dusmet
Giuseppe Benedetto Dusmet, nato Giuseppe Maria Dusmet de Smours (Palermo, 15 agosto 1818 – Catania, 4 aprile 1894), è stato un cardinale e arcivescovo cattolico italiano.
È stato proclamato beato da papa Giovanni Paolo II nel 1988.

## Biografia

### La giovinezza
Giuseppe Dusmet nacque a Palermo il 15 agosto 1818; fu battezzato poche ore dopo la sua nascita nella Cattedrale di Palermo coi nomi Giuseppe Maria Giacomo Filippo Lupo Domenico Antonio Rosolino Melchiorre Francesco di Paola Benedetto Gennaro. Conosciuto in famiglia come Melchiorre, egli era il primo di sei figli del capitano di vascello Marchese Luigi Dusmet de Smours e di Maria dei marchesi Dragonetti Gorgone. Aveva una sorella, Marianna, e quattro fratelli, Carlo, Tommaso, Diomede e Raffaele.
Apparteneva ad un ramo della famiglia Dusmet (dal francese du Smet, che ricalca l’originale fiammingo de Smedt) che, di lontane origini bavaresi, godeva nel titolo di Heer van Smoers nella Contea delle Fiandre, riconosciuto poi nei Regni di Napoli e Sicilia come “Barone de Smours”, quando Enrico du Smet, maresciallo di campo, seguì Carlo VII alla riconquista del Sud Italia.
Già all'età di 4 anni Dusmet, che fin da bambino aveva dimostrato particolare dilezione per i poveri, entrò come oblato nella Badia benedettina cassinese di San Martino delle Scale in Monreale, dove si trovavano già due zii materni, D. Vincenzo e D. Leopoldo Dragonetti Gorgone. Compiuti gli studi il padre lo richiamò a Napoli, dove la famiglia si era nel frattempo trasferita, per sposarlo a qualche nobile fanciulla. Gli sforzi del padre furono vani ed il ragazzo tornò nel 1833 presso San Martino dove prese i voti monastici il 15 agosto del 1840 assumendo i nomi di Giuseppe Benedetto e nel 1841 fu ordinato sacerdote.
Fu subito notato da tutti per la brillante intelligenza e per la grande capacità, tanto che l'abate D. Carlo Antonio Buglio lo scelse come suo segretario personale.
Nel 1847, Buglio fu eletto Abate di Santa Flavia a Caltanissetta e portò con sé come segretario il giovane Dusmet, che anche qui fu subito notato sia dalla gente che dalle autorità ecclesiastiche per la spiccata intelligenza e la profonda spiritualità. Il vescovo Mons. Antonino Maria Stromillo infatti lo prese come confessore e consigliere nella gestione difficoltosa della nascente diocesi.

### Gli inizi della carriera ecclesiastica
Nel 1850, essendovi dei problemi nell'Abbazia dei santi Severino e Sossio a Napoli, dove i monaci non seguivano più la Regola, il Dusmet fu nominato Priore di quell'Abbazia e anche qui riuscì a compiere egregiamente la sua missione.
Nel 1852, dietro le insistenze di Mons. Stromillo, fu eletto Priore Amministratore dell'Abbazia di santa Flavia in Caltanissetta, assumendo nel frattempo de facto la carica di vicario episcopale. Nei sei anni del suo governo il Monastero fu rinnovato sia nella struttura che nella vita spirituale e si riuscì a mantenere in tutto la Regula benedettina, nonostante vi fossero solo tre monaci (il Dusmet e i padri D. Visconte Proto e D. Placido Saugner) e un frate converso, e anche se l'ala sud del Monastero era occupata dai soldati borbonici.
Nel 1854/55 ci fu un'epidemia di colera, in cui il Dusmet si distinse per la grande carità dimostrata e per la pazienza che aveva nel curare i malati di ogni condizione sociale «tanto nell'umile tugurio quanto nei palazzi dei nobili». Tra la gente comune s'insinuava già una consapevolezza, che portava ciascuno a dire, qualora vi fossero stati problemi da risolvere, di «rivolgersi al Priore Dusmet che è un santo».
Nel 1858 moriva Mons. Stromillo confortato dal Priore Dusmet, e alcuni mesi dopo lo stesso Dusmet fu nominato abate del Monastero benedettino di San Nicolò l'Arena di Catania dove riportò tra i suoi confratelli la disciplina della regola benedettina, che nel tempo cominciava a essere trascurata al punto da giustificare la rappresentazione grottesca che ne avrebbe dato successivamente Federico De Roberto ne I Viceré, descrivendolo come il dorato ricettacolo di un'aristocrazia amorale, «un luogo di eterna delizia, dove la vita passava, senza cure dell'oggi e senza paure del domani, tra lauti conviti, sontuose cerimonie, gaie conversazioni e scampagnate gioconde».
Ciò però che mise a dura prova le sue qualità furono le trasformazioni politiche che la Sicilia visse nella fase dell'annessione al Regno d'Italia: nel 1860 come nel 1862 il Dusmet ebbe a che fare con Garibaldi, e la seconda volta dovette addirittura ospitarlo a S. Nicolò con tutto il suo stato maggiore. Lasciò per ultimo nel 1866 il convento di San Nicolò che veniva espropriato dal neonato Regno d'Italia in seguito alle leggi di Soppressione degli Ordini Monastici.

### L'episcopato
Dal 1861 per la morte di mons. Felice Regano l'arcidiocesi di Catania era sede vacante, anche per i tentativi del governo liberale di intervenire nella nomina dei vescovi, che era soggetta all'exequatur e alla pretesa di subentrare nel regio patronato ai precedenti monarchi, ossia di godere del diritto di presentazione dei vescovi. Nel 1865 il governo propose in colloqui informali di promuovere alla sede di Catania Ludovico Ideo, vescovo di Lipari, considerato «sinceramente devoto al governo». Successivamente il governo propose il trasferimento di Giulio Arrigoni, arcivescovo di Lucca, che la Santa Sede rifiutò perché nel passato vescovi non siciliani avevano ricevuto nell'isola scarso accoglimento. Finalmente il 10 febbraio 1867 il governo comunicò il proprio gradimento per la nomina dell'abate Dusmet.
Il 22 febbraio 1867 papa Pio IX lo nominò arcivescovo di Catania e fu ordinato vescovo il 10 marzo dello stesso anno. Continuò però a vivere la Regola pur nella dignità episcopale.

Appena ordinato nella Basilica di San Paolo fuori le mura in Roma il 10 marzo 1867, inviò una lettera ai catanesi, in cui tracciava il programma del suo episcopato, fra la riforma del presbiterio, l'incremento della fede, la fedeltà al Romano Pontefice, l'umiltà e la preghiera, non mancò di dare un posto rilevante a quella virtù che da sempre albergava sovrana nel suo cuore: la Carità. Così, rivolgendosi ai suoi scriveva: 
(Cardinale Giuseppe Benedetto Dusmet)
 Queste parole sono un sunto del suo lungo e fruttuoso episcopato.
Nei ventisette anni in cui resse la diocesi di Catania, il Dusmet operò con instancabile fervore prima di tutto in direzione di una riforma dei costumi del clero. Dopo averlo avviato a soluzione, si diede a coprire il territorio con una fitta rete di interventi non solo nel campo del culto (nella sola Catania furono aperte ventiquattro chiese, di cui sette di nuova costruzione), ma anche in quello dell'assistenza e dell'istruzione, tanto da imporre la Chiesa come elemento dinamico dello sviluppo locale particolarmente in riferimento alle condizioni dei poveri.
Negli anni del suo episcopato dovette anche affrontare numerose calamità (eruzioni dell'Etna, terremoti, alluvioni ed epidemie) che flagellarono Catania e la Sicilia, e si distinse sempre per il coraggio e l'immensa carità. Alla sua fede venne attribuita nel 1886 la salvezza dalla colata lavica del comune di Nicolosi: tutti riconobbero che, sebbene le previsioni fossero ben diverse, la lava si fermò grazie all'intercessione di Sant'Agata e alla preghiera del "santo cardinale", come comunemente ancora oggi molti lo appellano.

### Il cardinalato
Il papa Leone XIII nel concistoro dell'11 febbraio 1889 lo creò cardinale, primo benedettino dopo il Pitra, e il 14 febbraio dello stesso anno ricevette il titolo di Santa Pudenziana, segnatamente per i meriti di carità.
Lo stesso Leone XIII gli diede il compito di ricostituire il Collegio di Sant'Anselmo all'Aventino e di fondare la Confederazione Benedettina.
Il rientro a Catania fu un vero trionfo, benché il Card. Dusmet disdegnasse le solenni manifestazioni, non si poté stavolta trattenere il popolo che riconosceva in quella berretta rossa concessa dal Papa il più bel ringraziamento per quel Pastore benedetto.
Il Card. Dusmet viene insignito dell'onorificenza pontificia di Cavaliere di Gran Croce del Sacro e Militare  Ordine del Santo Sepolcro.

### La morte e il processo di beatificazione
Tornato a Catania il cardinale Dusmet fu colpito da una malattia e dopo pochi mesi, il 4 aprile 1894, spirò alle ore 22:30, «così povero che non si trovò nemmeno un lenzuolo per coprire il suo corpo provato dai frequenti digiuni».

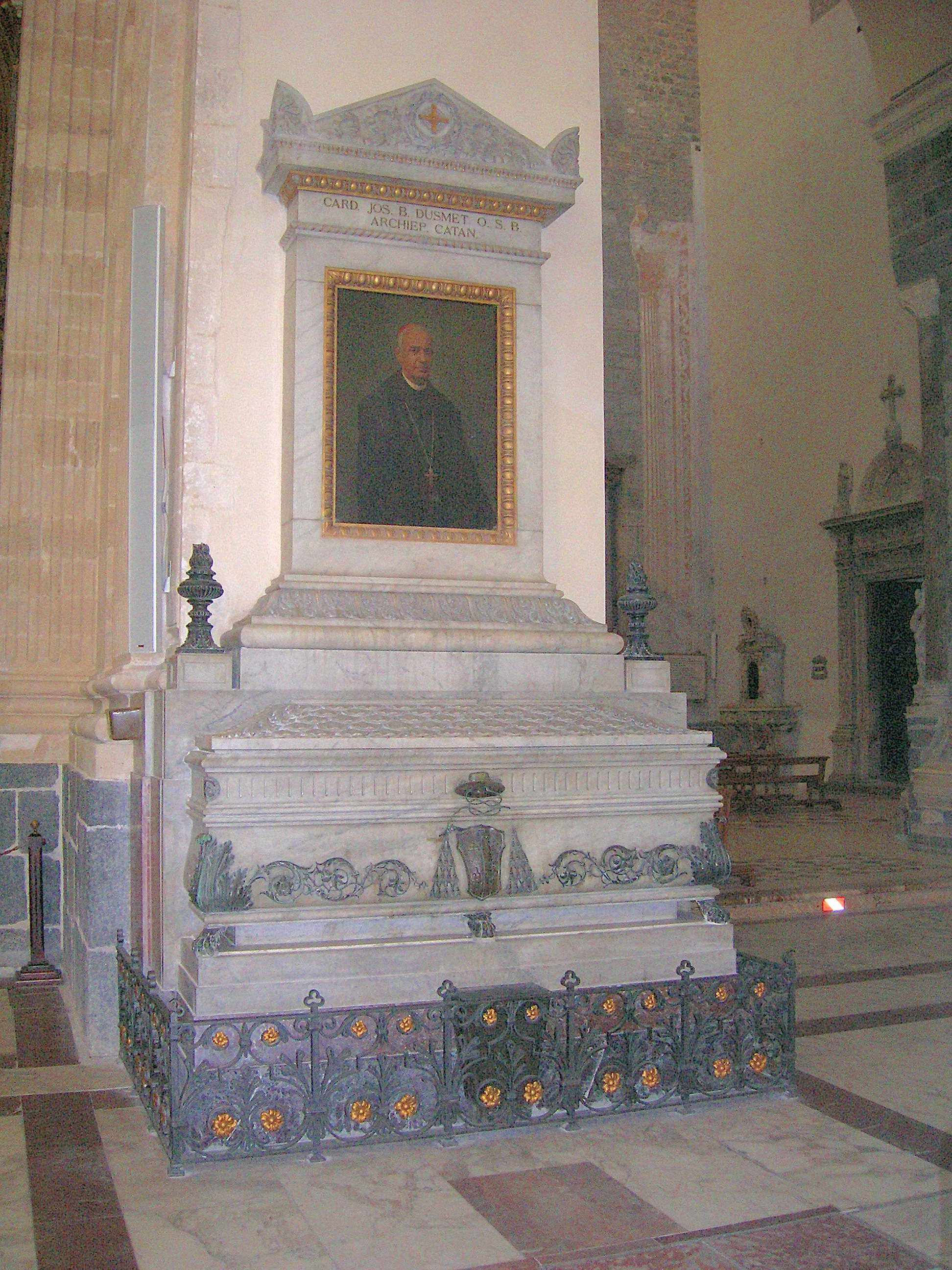
Vecchia tomba nella cattedrale di Catania

Egli fu inizialmente sepolto presso Cappella della Confraternita dei Bianchi al Cimitero monumentale di Catania, ma subito la voce del popolo si fece sentire, affinché il Cardinale avesse degna sepoltura nella Chiesa Cattedrale. La città gli tributò i più grandi onori, gli dedicò la via Marina, una delle principali della città e avviò le pratiche per il trasferimento. Solenni funerali si celebrarono anche a Caltanissetta, debitrice verso il santo Cardinale, e a Palermo, sua città natale.
Il 7 gennaio 1931 l'arcivescovo di Catania Carmelo Patanè iniziò la causa per la sua beatificazione.
Il 15 luglio 1965 papa Paolo VI proclamò Dusmet venerabile, firmando il decreto sull'eroicità delle virtù del Servo di Dio.

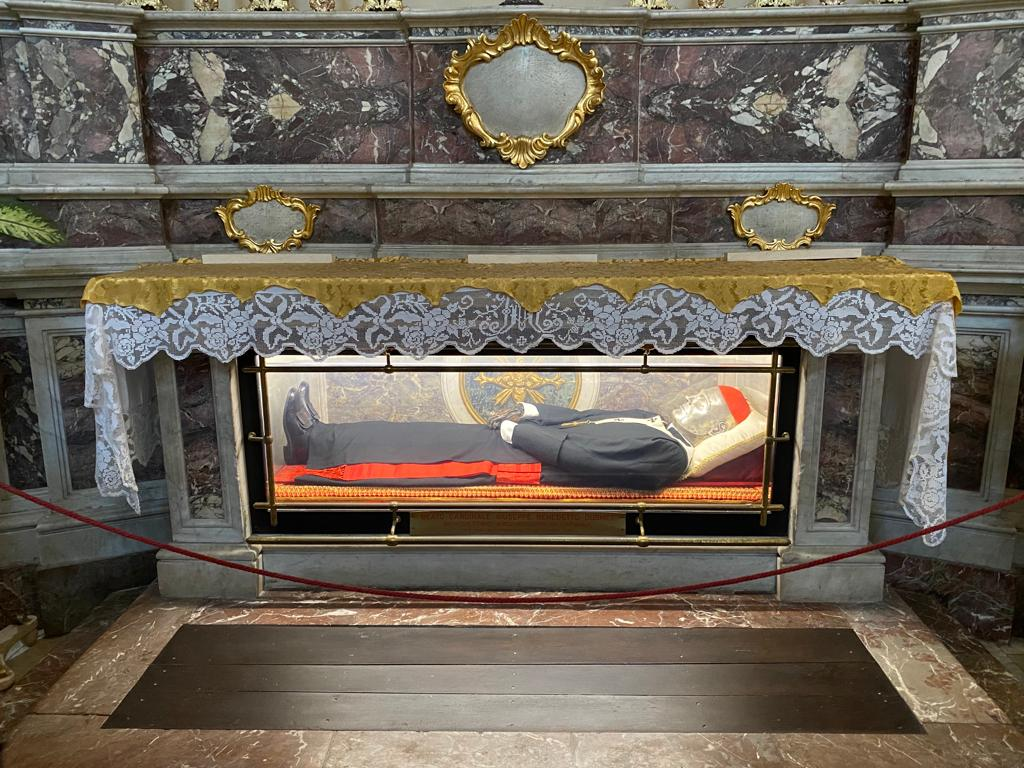
Urna contenente il corpo del cardinale Dusmet posta sotto l'altare della Vergine nella cattedrale di Catania

Il 25 settembre 1988 papa Giovanni Paolo II lo ha proclamato beato. In quell'occasione la salma, ancora intatta, fu ricomposta in un'urna e posta sotto l'Altare della Vergine nella cattedrale etnea.
Un suo monumento, progettato da Raffaele Leone e scolpito da Silvestre Cuffaro, e a cui lavorarono anche Mimì Maria Lazzaro ed Elio Romano, è sito a Catania, in piazza San Francesco d'Assisi. Ricorda alla cittadinanza la figura umile e nello stesso tempo grandiosa del Servo di Dio Giuseppe Benedetto Dusmet: sulla base del monumento è inciso l'incipit della frase esplicativa della carità del Cardinale già citata sopra:
(Cardinale Giuseppe Benedetto Dusmet)
Il Martyrologium Romanum lo ricorda il 4 aprile, mentre la diocesi di Catania lo festeggia il 25 settembre.

## Genealogia episcopale e successione apostolica
La genealogia episcopale è:
- Cardinale Scipione Rebiba
- Cardinale Giulio Antonio Santori
- Cardinale Girolamo Bernerio, O.P.
- Arcivescovo Galeazzo Sanvitale
- Cardinale Ludovico Ludovisi
- Cardinale Luigi Caetani
- Cardinale Ulderico Carpegna
- Cardinale Paluzzo Paluzzi Altieri degli Albertoni
- Papa Benedetto XIII
- Papa Benedetto XIV
- Papa Clemente XIII
- Cardinale Bernardino Giraud
- Cardinale Alessandro Mattei
- Cardinale Pietro Francesco Galleffi
- Cardinale Giacomo Filippo Fransoni
- Cardinale Antonio Saverio De Luca
- Cardinale Giuseppe Benedetto Dusmet, O.S.B.Cas.

La successione apostolica è:
- Vescovo Giovanni Blandini (1875)
- Vescovo Antonio Caff (1882)